# Pop-Sojnas
Pop-Sojnas är en ort i Mexiko.   Den ligger i kommunen Soteapan och delstaten Veracruz, i den sydöstra delen av landet, 500 km öster om huvudstaden Mexico City. Pop-Sojnas ligger 647 meter över havet och antalet invånare är 119.
Terrängen runt Pop-Sojnas är huvudsakligen kuperad, men åt nordväst är den platt. Terrängen runt Pop-Sojnas sluttar söderut. Runt Pop-Sojnas är det ganska tätbefolkat, med 56 invånare per kvadratkilometer. Närmaste större samhälle är Tatahuicapan, 17,3 km öster om Pop-Sojnas. I omgivningarna runt Pop-Sojnas växer i huvudsak städsegrön lövskog.